# Manuel Fernández y González
Manuel Fernández y González (Sevilla, 6 de diciembre de 1821-Madrid, 6 de enero de 1888) fue un escritor español, representante de la novela por entregas en España.

## Biografía
Nació el 6 de diciembre de 1821 en Sevilla, en el seno de una familia de militares. Fue hermano mayor del filólogo y filósofo Francisco Fernández y González (1833-1917) y del jurista y también novelista Modesto Fernández y González (1838-1897). 
Aficionado a la lectura, publicó un precoz libro de Poesías a los catorce años (1835) y fue miembro de la tertulia granadina de «La Cuerda» mientras estudiaba Filosofía y Letras y Derecho en la Universidad de Granada. Sugestionado por la lectura del novelista romántico escocés Walter Scott, escribió su primera narración corta, El Doncel de Don Pedro de Castilla (1838) como folletín del periódico local La Alhambra, y el drama histórico El bastardo y el rey, que fue estrenado también en la capital del Darro; su éxito le marcó ya la senda que había de seguir: la literatura, y, ya licenciado, marchó a Madrid; allí su carácter altanero le valió no pocas críticas, de las cuales se vengó en el periódico satírico El Diablo con Antiparras. 
Retornó a Granada, donde siguió su carrera de escritor llevando una vida bohemia que no interrumpió cuando sus narraciones alcanzaron gran éxito. Vuelto de nuevo a Madrid, inició en 1849 una fructífera colaboración con el famoso editor Gaspar y Roig obteniendo grandes éxitos, en especial con Men Rodríguez de Sanabria (1853). 

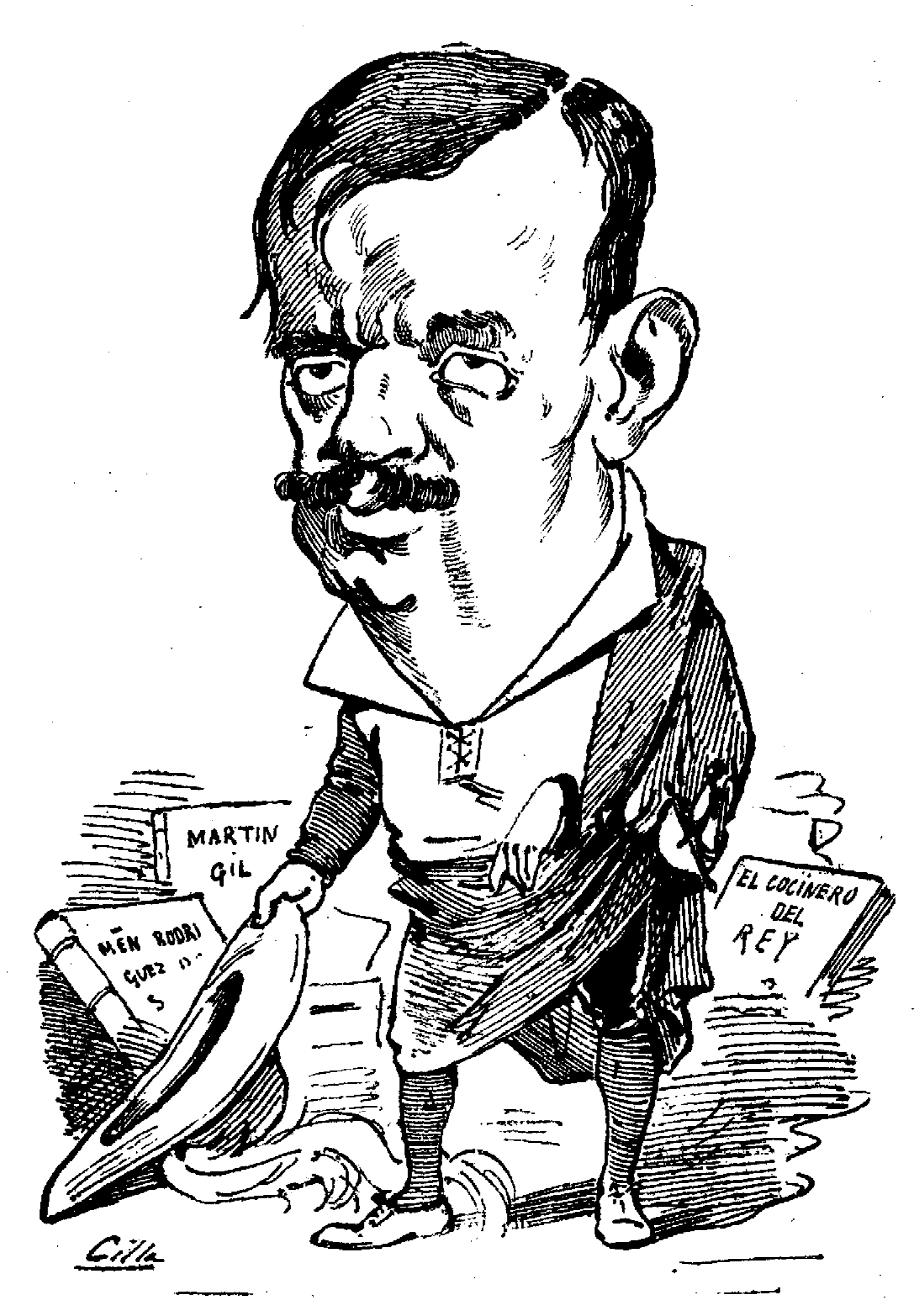
Caricaturizado por Cilla en Madrid Cómico (1880)

Llegó a constituirse en el autor más representativo de la novela por entregas o folletín, con frecuencia novela histórica (entendida como novela de aventuras). Esta literatura recibió críticas negativas de Leopoldo Alas "Clarín" o Luis Carreras. Ejerció además como crítico teatral y publicó folletines para La Discusión, en cuya tertulia también participaba, El Museo Universal y El Mundo Pintoresco. Y también dio sus obras a la editorial de los hermanos Manini, de los que recibió la fabulosa suma de un millón de reales y a los que entregó, entre otras obras, Doña Sancha de Navarra (1854) y Enrique IV, el Impotente (1854). Uno de sus éxitos en estos años fue un folletín de La Discusión: Luisa o el ángel de redención (1857), que alcanzó varias reediciones en tapa dura. 
En sus últimos años dictaba sus novelas a varios secretarios, que las tomaban taquigráficamente. Algunos de los últimos fueron Tomás Luceño y Vicente Blasco Ibáñez, a quien además habría empleado como negro literario, entre otros.  Fernández se enamoró de una estanquera y se fugó a París con ella, dejando varias obras sin concluir. Allí subsistió publicando también folletines en diarios locales y ejerciendo de traductor. Entonces estalló la Revolución de 1868 y se exilió Isabel II, amiga suya, a la que recibió el escritor. 
Vuelto a Madrid, le resultó más difícil que antaño volver a recobrar su fama de narrador, pues estaban más de moda los folletines de más inspiración social y sentimental que histórica. Siguió escribiendo novelas (El alcalde Ronquillo, 1868; María. Memorias de una huérfana, 1868; La sangre del pueblo, 1869...) y frecuentó la tertulia del Ateneo de Madrid.
Fundó en comandita con los folletinistas Ramón Ortega y Frías y Torcuato Tárrago y Mateos El Periódico para Todos, en el que también colaboró Enrique Pérez Escrich, donde todos estos autores, los más diestros del género, publicaban novelas por entregas; allí apareció su El rey del puñal (1884-1885), pero ni su fama ni su talento creador eran ya los de antes; fue perdiendo la vista y murió en Madrid el 6 de enero de 1888, en la mayor pobreza, habiendo dilapidado las auténticas fortunas que ganó con su trabajo literario. Su entierro, que tuvo lugar el 8 de enero de 1888, fue muy concurrido: «El entierro del señor Fernández y González ha revestido la importancia de una verdadera solemnidad, presidiendo el duelo el ministro de Fomento, señor Navarro Rodrigo, el padre Sánchez y el señor Núñez de Arce; todas las Academias estaban representadas, como asimismo todos los teatros, siendo numerosísima la asistencia de autores, escritores y periodistas» (telegrama de la prensa asociada, Madrid 8 de enero de 1888, a las 4:45 de la tarde).

## Obra

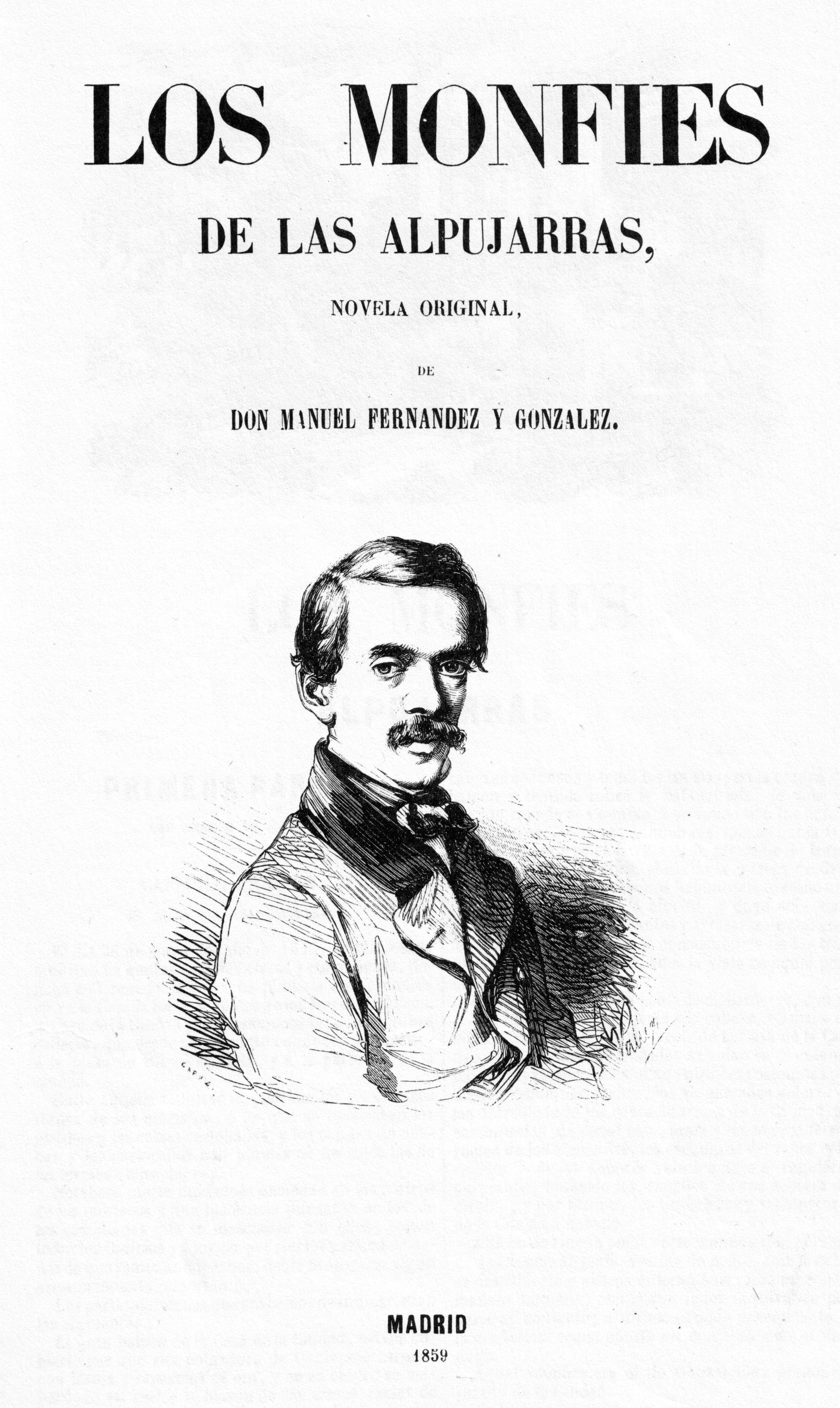
Portada de Los monfies de las Alpujarras.

Son características suyas gran imaginación, gracia e ingenio, una verbosidad excesiva, sobre todo en los diálogos -le pagaban por página escrita y los diálogos rellenaban folios con poco trabajo- y una esencial falta de erudición sólida, cierto mal gusto y falta de sentido crítico y ponderación.
Juan Ignacio Ferreras le atribuye entre ciento setenta y doscientos títulos de novelas, una treintena de piezas teatrales, crítica teatral, poesías a la manera de José Zorrilla y algunos dramas. En sus novelas domina la acción sobre la descripción y el análisis psicológico; elige preferentemente asuntos históricos, legendarios y tradicionales, que demuestran su nacionalismo y sus personajes se dividen siempre en dos planos opuestos, no solo morales sino sociales; abundan los tópicos temáticos encaminados a complacer al mercado popular. Su fidelidad histórica nunca es excesiva y a veces hibrida los géneros de la novela histórica y de la novela de aventuras. Entre sus novelas destacan Men Rodríguez de Sanabria (1851), sobre los tiempos de Pedro I el Cruel, El condestable don Álvaro de Luna (1851), Los siete infantes de Lara (1853), El pastelero de Madrigal (1862), sobre el mito del Sebastianismo, El cocinero de su majestad (1857), El conde-duque de Olivares (1870) y Don Miguel Mañara. Memorias del tiempo de Carlos V (1877). Ignacio Ferreras incluye además entre sus verdaderas novelas históricas La nancha de sangre (1845) y Martín Gil, memorias del tiempo de Felipe II (1850-1851), y señala que su producción se multiplica y baja notablemente de calidad a partir de 1855, "cuando publica cuatro o seis novelas por año, todas de dos tomos". Armando Palacio Valdés añade también a sus novelas "salvables" Los Monfíes de las Alpujarras.
Rindió tributo al costumbrismo con sus novelas Los desheredados (1865), Los hijos perdidos (1866) y María (1868). Fue una especialidad suya y de sus negros la novela de bandoleros desde Los siete niños de Écija (l863), a la que pertenecen obras como El guapo Francisco Estevan (Madrid, 1871), Diego Corrientes. Historia de un bandido célebre (1866), El rey de Sierra Morena. Aventuras del famoso ladrón José María (1871-1874), José María el Tempranillo. Historia de un buen mozo (1886) o El Chato de Benamejí. Vida y milagros de un gran ladrón (1874). También se acercó más ocasionalmente a la novela criminal o de crímenes (Los grandes infames, 1863) y al tema fantástico.
Como autor dramático estrenó la primera de sus piezas ya con diecinueve años, El bastardo y el rey (1841), hasta completar una treintena en los géneros más populares también: drama sentimental (Volver por el tejado, 1846; Tanto por ciento o La capa roja, 1847; Traición con traición se paga, 1847; Un duelo a tiempo, 1851; Don Luis Osorio o Vivir por arte del diablo, 1853; Entre el cielo y la tierra, 1858; Padre y rey, 1860; Don Álvaro) e histórico (Cid Rodrigo de Vivar, 1862; La muerte de Cisneros, 1875; Los amores de Inesilla. El arzobispo de Vivar, Viriato...), comedia (La infanta Oriana, 1852; Aventuras imperiales, 1864; Los encantos de Merlín), tragedia (Sansón, 1848; Deudas de la conciencia, 1860). Muchas de ellas son adaptaciones de sus novelas. Entre sus piezas dramáticas acaso la mejor sea Cid Rodrigo de Vivar (1862-1874).